# Grosselendkees
Grosselendkees är en glaciär i Österrike.   Den ligger i förbundslandet Kärnten, i den centrala delen av landet, 270 km sydväst om huvudstaden Wien. Grosselendkees ligger 2 544 meter över havet.
Terrängen runt Grosselendkees är bergig. Runt Grosselendkees är det ganska glesbefolkat, med 29 invånare per kvadratkilometer.. Närmaste större samhälle är Bad Gastein, 16,5 km nordväst om Grosselendkees. 
Trakten runt Grosselendkees består i huvudsak av gräsmarker.